# Паневежские говоры
Паневе́жские го́воры (также паневежисские говоры; лит. panevėžiškiai, латыш. panevēžas izloksne) — говоры аукштайтского (верхнелитовского) наречия, распространённые в северной и отчасти центральной части территории Литовской республики в окрестностях Паневежиса. Входят вместе с купишкисскими, ширвинтскими, аникщяйскими, утенскими и вильнюсскими говорами в состав восточноаукштайтского диалекта, одного из трёх аукштайтских диалектов наряду с западноаукштайтским и южноаукштайтским.
Паневежские говоры сформировались в результате распространения языковых черт восточноаукштайтского диалекта на запад. Ранее территория паневежских говоров была частью диалектной области западноаукштайтского типа. Паневежский ареал включает так называемых пантининков и понтининков традиционной классификации.

## Область распространения
Область распространения паневежских говоров размещается в северо-западных и центральных районах историко-этнографической области Аукштайтия.
Согласно современному административно-территориальному делению Литвы, ареал паневежских говоров занимает восточную часть Шяуляйского уезда, западную и центральную часть территории Паневежского уезда, а также ряд районов на севере Каунасского и Вильнюсского уездов.
Область распространения паневежских говоров на севере граничит с областью распространения латышского языка, на востоке — с областью распространения других восточноаукштайтских говоров (на северо-востоке граничит с ареалом купишкисских и утенских говоров, на востоке — с ареалом аникщяйских говоров, на юго-востоке — с ареалом ширвинтских говоров). С юга и запада к паневежскому ареалу примыкает ареал шяуляйских говоров западноаукштайтского диалекта.